# 楊昭
楊 昭（よう しょう、開皇4年1月5日（584年2月21日） - 大業2年7月23日（606年8月31日））は、中国の隋の煬帝（楊広）の長男。皇太子に立てられたが、早逝した。元徳太子と史称される。

## 生涯
開皇4年（584年）1月、楊広と蕭妃（のちの蕭皇后）の間に生まれた。大曹主と称され、祖父の文帝（楊堅）に特に可愛がられた。開皇15年（595年）、河南王に立てられた。仁寿元年（601年）、晋王に徙封され、内史令に任ぜられ、左衛大将軍を兼ねた。仁寿4年（604年）、雍州牧に転じた。煬帝が即位すると、洛陽に幸したため、楊昭は大興城で留守を守った。大業元年（605年）、皇太子に立てられた。楊昭は武力に長け、強弩をよく引き、態度は謙虚でつつましく、怒りを見せることがなかったと伝えられる。生活は質実簡素で、臣下に父母あるものにはその安否を訊ね、歳時に合わせて贈り物を送った。
大業2年（606年）、洛陽に向かい、煬帝の朝廷に出仕した。間もなく病の床に伏し、煬帝が巫者に見せると房陵王（楊勇）の祟りと言われた。7月23日、行宮で世を去った。
子に楊侑（恭帝侑）・楊倓・楊侗（恭帝侗、皇泰主）がいた。楊侗が皇帝に擁立された際、楊昭に孝成皇帝の諡号と世宗の廟号が追贈された。

## 伝記資料
- 『隋書』巻59 列伝第24「煬帝三男伝」
- 『北史』巻71 列伝第59「隋宗室諸王伝」